# معركة أولتنيتسا
معركة أولتنيتسا (بالإنجليزية: Battle of Oltenița، وبالتركية الحديثة: Oltenitsa Muharebesi، وبالروسية: Битва при Ольтенице) هي أولى الاشتباكات التي شهدتها حرب القرم. وقعت في 4 نوفمبر 1853، حيث كان الجيش العثماني بقيادة إكرام عمر باشا يدافع عن مواقعه المحصنة في مواجهة القوات الروسية بقيادة الجنرال بيتر داننبرغ، إلى أن صدرت الأوامر إلى القوات الروسية بالانسحاب.